# نايف شاهر
نايف شاهر ممثل و منتج كويتي.

## أعماله التمثيلية
- آه يا زمن 2005 - مسلسل
- دنيا القوي 2004 - مسلسل
- اتجاه جبري 2003 - مسلسل
- الحريم 2003 - مسلسل
- الحيالة 2003 - مسلسل(شاهر)
- قناص خيطان 2002 - مسرحية
- ثمن عمري 2002 - مسلسل(هشام)
- جرح الزمن 2001 - مسلسل

## أعماله الإنتاج
- لعبة الأيام2007 - مسلسل
- الاختيار الصعب 2006 - مسلسل
- الإمبراطورة 2006 - مسلسل
- نقطة تحول 2005 - مسلسل
- صادوه 2005 - برنامج
- شهر عسل بصل 2005 - مسرحية
- عديل الروح 2005 - مسلسل
- دنيا القوي 2004 - مسلسل
- صادوه 2003 - برنامج
- الحيالة 2003 - مسلسل